# Clever Marcelo Romero Silva
Marcelo Romero (Montevideo, 4 de juliol de 1976) és un futbolista uruguaià, que ocupa la posició de migcampista.
Comença a destacar al Defensor Sporting, on juga entre 1994 i 1996. Eixe any fitxa pel CA Peñarol, amb qui sumaria 84 partits. L'estiu del 2001 dona el salt a Europa per militar al Màlaga CF. Amb l'equip andalús va formar durant sis temporades, sent titular les quatre primeres. A les dues darreres, la 06/07 a Segona Divisió, la seua aportació es va reduir a 15 partits.
Després d'una breu estada al modest conjunt andalús del Lucena, el 2009 recala al Carolina RailHawks, de la USL First Division estatunidenca. No arriba a debutar amb el conjunt americà, a causa de les lesions.

## Selecció
Romero ha estat internacional amb l'Uruguai en 25 ocasions, marcant un gol. Va participar en el Mundial del 2002, així com a les Copes Amèrica de 1997 i 1999.